# Gorinchem V (schip, 1933)
De GORINCHEM V ,voer van 1933 tot 1961 als veerpont tussen Gorinchem en Sleeuwijk. De zijlader was volgens de meetbrief geschikt voor 410 passagiers, maar naar verluidt konden er wel zo'n 1000 passagiers of 30 personenwagens mee worden overgezet. Voor vrachtwagens was het tot na de Tweede Wereldoorlog een van de weinige mogelijkheden om aan de overkant van de Merwede en de Waal te komen.
In maart 1961 werd de nieuwe Merwedebrug over de Boven-Merwede in gebruik genomen en werd het schip als reserve-pont opgelegd en later bestemd voor de sloop.
De schippersvereniging AMVV kocht het in 1968 voor ombouw tot service- en ontmoetingscentrum, maar door gebrek aan middelen werd het een speeltuinschip dat naast het schipperscentrum annex ligplaatsschool de Zwarte Zwaan werd gelegd. Dit Zwarte Zwaantje hield zijn functie tot 2017 en werd verkocht voor sloop, maar is vanaf 2018 deels in oude staat hersteld. Het is onderdeel van het drijvend museumpark Leefwerf De Biesbosch in Dordrecht.

## Historie

### Bouw en uitvoering
De GORINCHEM V is in 1933 gebouwd bij N.V. Scheepsbouwwerf en Machinefabriek De Klop te Sliedrecht. De stoompont was 13 meter breed en ruim 37 meter lang, bij een diepgang van 1,80 meter en een tonnenmaat van ruim 163 ton. De twee stoommachines van 150 pk (Indicateurpaardenkracht, ipk) dreven elk een schroef aan.  De eerste proefvaart was op 13 februari 1933.

### Als veerpont

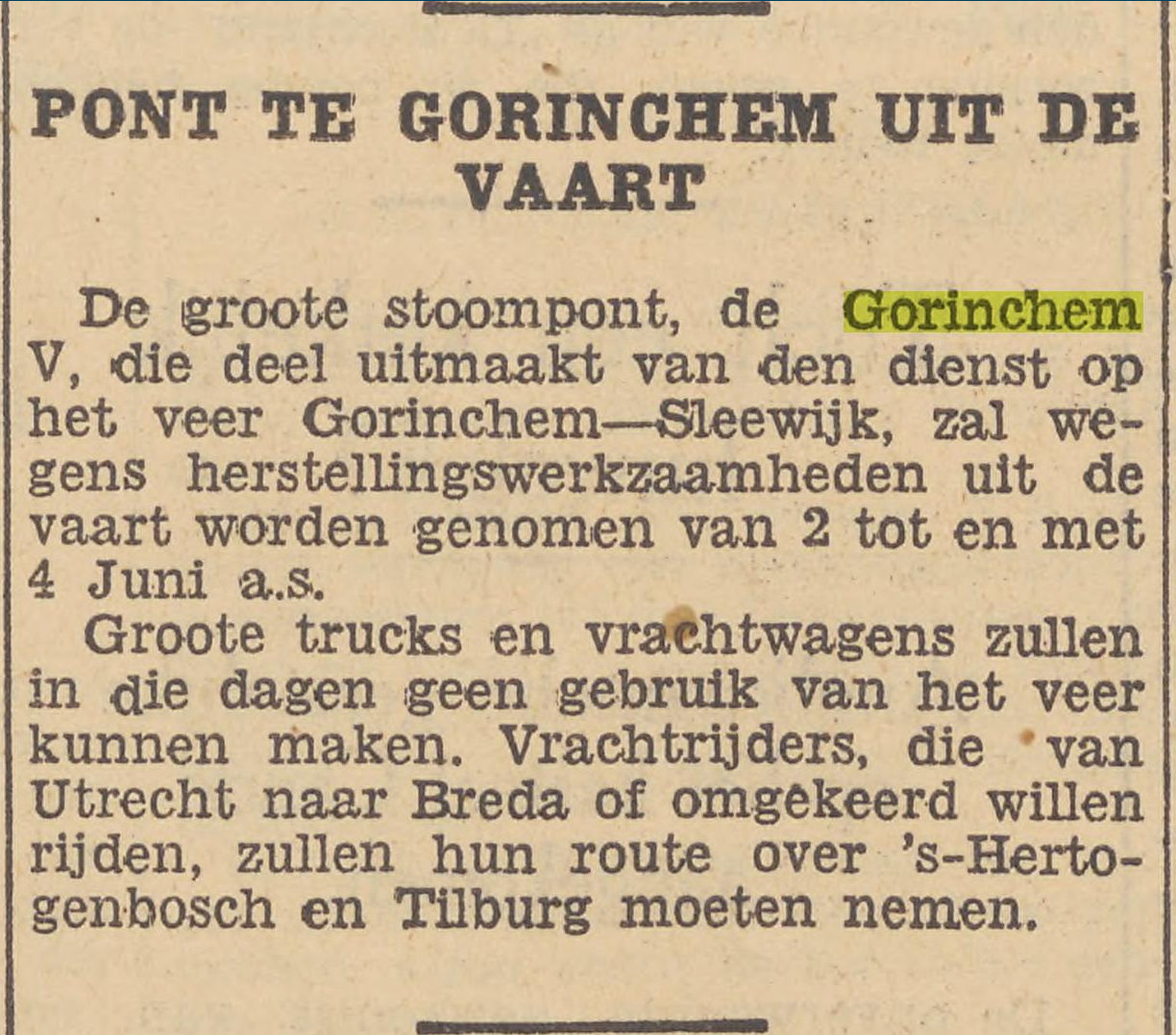
In de jaren 1930 moest zwaar verkeer richting Breda bij stremming omrijden over 's-Hertogenbosch (Rijksweg 2) en Tilburg (Bredaseweg). Noord-zuid-verbindingen zoals het Woudrichemse veer en het veer Brakel–Herwijnen waren voetveren en de oost-west-verbindingen langs de zuidkant van de Maas waren slecht. De stroomafwaartse route via het Sliedrechtse veer en de nieuwe Moerdijkbrug was voor de Utrechtse krant blijkbaar geen optie. (Utrechtsche courant, 2 juni 1937.)

Door de indienststelling van de GORINCHEM V kon de Gorcumse veerdienst met drie boten varen, waarvan de nieuwe boot de grootste was. Eind jaren dertig zette de dienst jaarlijks 142 duizend auto’s over en ettelijke honderdduizenden passagiers te voet. Men stelde wel vast dat het aantal paard en wagens en bakfietsen achterbleef bij de verwachtingen: de tijden veranderden.
In de Tweede Wereldoorlog staken er ook veel Duitsers mee over. In 1944 dook de bemanning onder en nam onder bedreiging een nieuwe bemanning de plaats in.
De GORINCHEM V liep op 12 september 1944 nog weinig schade op bij een luchtaanval, maar op 28 oktober 1944 lieten twee Hawker Typhoon jachtbommenwerpers explosieven vallen. Om 15 uur 5 werd de veerboot getroffen en om 15 uur 7 was hij zinkende, half op een krib bij Sleeuwijk, op de linkeroever van de rivier, terwijl hij voor het eerst met een Duitse bemanning voer. Er sneuvelden zes Duitse militairen. In april 1946 werd het schip met drijvende bokken geborgen en daarna gerepareerd. De provincie Zuid-Holland huurde de GORINCHEM V in 1961 voor korte tijd en zette haar in voor de dienst op het Volkerak tussen Ooltgensplaat en Dintelsas.
De provincie Zuid-Holland kocht het schip op 15 augustus 1961 voor de verbinding tussen Maassluis en Rozenburg op de Nieuwe Waterweg. Het heeft daarna in de winter van 1962–1963 nog dienst gedaan op het Haringvliet tussen Middelharnis en Hellevoetsluis. Daarna werd de Gorinchem V opgelegd en aangeboden voor de sloop.

### Als speeltuinschip
De pont werd in 1968 verkocht aan de Algemene Maatschappij Voor Varenden (AMVV), om te kunnen dienen als service- en ontmoetingscentrum voor schippers. In afwachting van de financiering werd het schip opgelegd in de Sliksloothaven in Krimpen aan den IJssel. Die financiering kwam echter niet rond. Men sloeg een andere richting in en met steun van een aantal sponsors, zoals de provincie Zuid-Holland, de gemeente Rotterdam en enkele fondsen kon het schip door scheepswerf Van Eijk in Sliedrecht in 1987 voor 169.000 gulden worden opgeknapt. Het originele dekhuis werd gesloopt voor een betonnen vloer met speeltoestellen, een grote zandbak en bloembakken. Het schip werd het Zwarte Zwaantje genoemd en werd in de Maashaven langszij het schipperscentrum annex ligplaatsschool de Zwarte Zwaan gelegd. Zo werd het een speeltuinschip en schoolplein voor varende kleuters van de Stichting voor Landelijk Onderwijs aan Varende Kinderen (LOVK). Ook oudere varende kinderen konden er spelen, maar vanuit de woonwijk was het schip moeilijk bereikbaar voor kinderen.
Door de opkomst van mobiele telefoons en het internet had de AMVV niet veel functie meer. De Zwarte Zwaan werd begin 2005 verkocht en omgebouwd als drijvend restaurant in de Parkhaven in Rotterdam. Na de sluiting van de Zwarte Zwaan verdween daarmee de ligplaatsschool in de Maashaven. De kinderen gingen over naar een school aan de Brede Hilledijk, maar hadden daar geen speelmogelijkheden buiten. Die waren wel op het nog steeds vlakbij liggende Zwarte Zwaantje. In 2007 werd het schip voor een symbolisch bedrag overgenomen door de LOVK, die het in de Waalhaven opknapte. De AMVV zorgde nog voor nieuwe speeltoestellen en een nieuwe berging.
Het Zwarte Zwaantje bleef daarmee nog lang in de Maashaven liggen, maar de gemeente Rotterdam besloot in 2017 dat het speeltuinschip daar weg moest vanwege een nieuwe inrichting van de haven. Het werd in 2017 aan scheepssloperij Stolk's Handelsonderneming in Hendrik-Ido-Ambacht verkocht.

### Als varend erfgoed
Het burgerinitiatief Leefwerf De Biesbosch zag echter wel brood in het schip, om 'de werelden van land en water te verbinden'. Het moest onderdeel worden van een openbaar toegankelijk, drijvend park tussen vijf historische schepen in de Zuidelijke insteekhaven in Dordrecht. Zowel de initiatiefnemer als de sloper vonden het zonde om dit speeltuinschip met haar rijke cultuurgeschiedenis te slopen en de sloperij was bereid de sloop nog even uit te stellen. Het werd voorlopig opgelegd in de Rietbaan.
Toen duidelijk werd dat de gemeente Dordrecht verder wilde met dit burgerinitiatief, (de gemeente Dordrecht zegde € 50.000 toe voor de aanschaf),   heeft de stichting Leefwerf De Biesbosch het Zwarte Zwaantje in 2018 gekocht. De provincie Zuid-Holland heeft subsidie toegekend in het kader van de Erfgoedlijn Waterdriehoek om het varend erfgoed in oude glorie te herstellen.
Neptune Repair heeft in haar loods het dekhuis met stuurhut en schoorsteen gebouwd naar de originele bouwtekening uit 1932. Er moest aan boord eerst heel wat beton weggehakt worden, voordat in november 2020 het dekhuis geplaatst kon worden. Na de plaatsing had de Gorinchem V haar oude aanzicht als veerpont weer terug.
Samen met de museumschepen Rene Siegfried, LASHbak CGS 6013, Veerdienst III en Marot van stichting De Binnenvaart, alsmede de Oosterwijk, Geran, La Bohème en Avenier maakt het schip deel uit van Leefwerf De Biesbosch in Dordrecht.

## Liggers Scheepsmetingsdienst[12]
| Meetnummer | District en volgnr. | Meetdatum       | Meetplaats | Lengte [m] | Breedte [m] | Inzinking [m] | Waterverplaatsing [ton] | Naam        | Eigenaar           | Domicilie |
| ---------- | ------------------- | --------------- | ---------- | ---------- | ----------- | ------------- | ----------------------- | ----------- | ------------------ | --------- |
| D4948N     | Dordrecht           | 23 januari 1933 | Sliedrecht | 37,24      | 13,01       | -             | 163,093                 | GORINCHEM V | Gemeente Gorinchem | Gorinchem |